# Musikcorps Großen-Linden

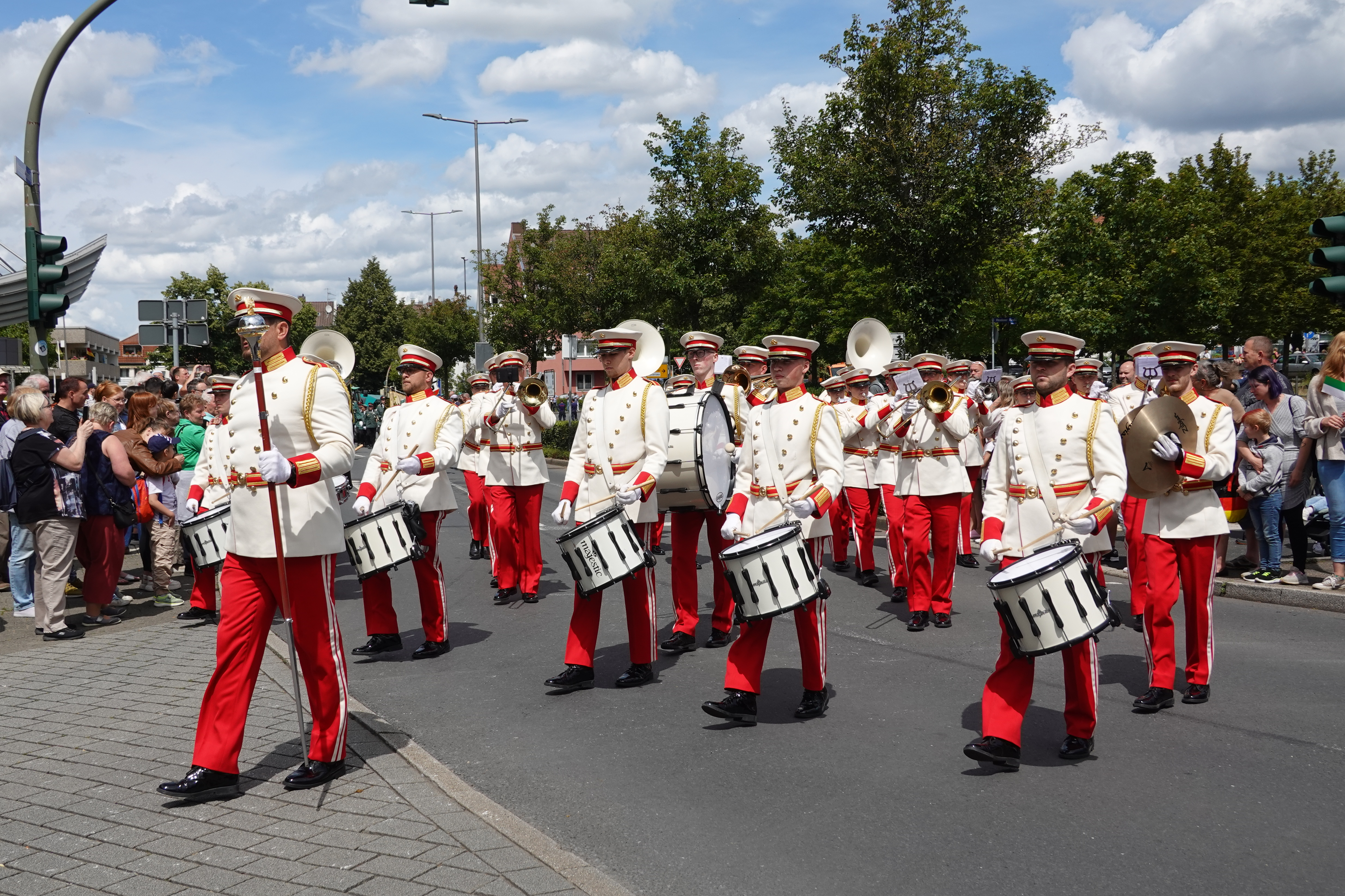
Musikcorps Großen-Linden beim Festumzug 2024 des Iserlohner Bürger-Schützen-Vereins 1705 in Iserlohn

Das Musikcorps der Freiwilligen Feuerwehr Großen-Linden e. V. ist eine Marsch- und Showband in Blechbläserbesetzung aus Linden in Hessen. Die Formation erzielte 1974 einen Doppelsieg beim World Music Concours in Kerkrade (Niederlande) und 2005 den 7. Platz (Goldmedaille mit Auszeichnung).

## Geschichte
Das Musikcorps der Freiwilligen Feuerwehr Großen-Linden e. V. wurde 1953 durch Mitglieder der Feuerwehr Großen-Linden als Fanfarenzug gegründet. In der Anfangszeit folgten kleine Auftritte in der näheren Umgebung zu Sänger-, Turner-, Feuerwehr- und Heimatfesten.
1958 wurden Blech-Bass-Instrumente hinzugenommen und die Notenschrift wurde geändert, was zu einer besseren musikalischen Repräsentation des Klangkörpers beitrug. 1962 wurde der Fanfarenzug zum 2. Mal umgestellt. Der Tonumfang wurde durch die Anschaffung von Jagdhörnern, Heliconbässen und Sousaphonen erweitert, und aus dem Fanfarenzug wurde das Fanfarencorps. Nach regionalen Erfolgen nahm das Fanfarencorps 1962 erstmals am Wereld Muziek Concours (WMC) in Kerkrade teil. Dort errang man 1962, 1966 und 1970 jeweils eine Goldmedaille im Marschwettstreit.
Im Jahr 1971 wurde auf Ventilinstrumente umgestellt und erstmals eine Musikshow einstudiert. Bei der WMC Kerkrade 1974 errang das Musikcorps sowohl im Marsch- als auch im Show-Wettstreit eine Goldmedaille mit der jeweils höchsten Wertung aller Teilnehmer. Im Jahr 1975 wurde das Musikcorps auf Brass-Band umgestellt.
Mit einer neuen Generation von Musikern errang das Musikcorps 2005 beim WMC in Kerkrade im Marschwettbewerb eine Goldmedaille mit Auszeichnung und gewann den Publikumspreis. Auf nationaler Ebene errang man Höchstpreise bei den Bundeswertungsspielen des Deutschen Feuerwehrverbandes in Münster 1970, Hannover 1980 und Friedrichshafen 1990, bei denen das Musikcorps als Bundessieger hervorgegangen ist.
Weitere wichtige internationale Auftritte:
- Teilnahme an der Steubenparade in New York 1971 als Repräsentant der Bundesrepublik Deutschland
- Teilnahme an der Parade anlässlich der 200-Jahr-Feier der Vereinigten Staaten von Amerika in Philadelphia 1976
- 16-tägige Konzertreise durch einen Teil der Südstaaten der USA mit Teilnahme am Festival of States in St. Petersburg/Florida 1982
- Teilnahme auf der Weltausstellung EXPO 1986 in Vancouver/Kanada
- Einladung zum Festival of States mit einer weiteren Konzertreise durch einen Teil der Südstaaten der USA 1999
- mehrmalige Teilnahme am Karneval in Nizza
- anlässlich der Stadtrechtefeier der Lindener Partnerstadt Warabi/Japan, trat das Musikcorps 2009 eine 9-tägige Konzertreise nach Japan an

In den Jahren 1990, 1994, 1998, 2003 und 2019 richtete das Musikcorps ein Internationales Festival der Musik aus, auf dem führende Marsch- und Show-Bands Europas auftraten. Das Musikcorps veranstaltet alle zwei Jahre im Januar ein Neujahrskonzert in Linden.

## Organisation
Der Verein ist gegliedert in drei Formationen: das Musikcorps, das Jugendmusikcorps und die 74er.

### Musikcorps
Das Musikcorps ist eine Marsch- und Showband mit ca. 50 Musikern. Es vertritt den gesamten Verein durch Auftritte im In- und Ausland und die Teilnahme an Wettstreiten. Das musikalische Repertoire umfasst konzertante Musik ebenso wie Unterhaltungsmusik aus den Bereichen Filmmusik, Militärmusik, Rock, Pop, Musical und Lateinamerikanische Rhythmen. Die Musik wird durch eine Feld-Show ergänzt. Ähnlich einer Marching Band oder eines Drum and Bugle Corps nach amerikanischem Vorbild wird auf einem Platz zur Musik eine Choreographie dargeboten. Die Feld-Show im Jahr 2008 ist 12 Minuten lang und hat den Titel Fackeln im Sturm. Es ist ein Medley aus bekannten Film-Melodien. Das Musikcorps trägt neben der traditionellen, blauen Feuerwehruniform mit Schirmmütze auch eine Gala-Uniform in weiß mit rotem Barett. Zur Karnevalszeit (z. B. Mainzer Rosenmontagszug) wird ein buntes Clowns-Kostüm getragen.

### Jugendmusikcorps
Das Jugendmusikcorps ist die Jugendabteilung des Musikcorps mit ca. 35 Musikern in einem Alter zwischen 10 und 20 Jahren. Diese Abteilung führt die jungen Musiker durch die musikalische Ausbildung und die Marsch-Ausbildung an das Niveau des Musikcorps heran. Das Jugendmusikcorps trägt weiße Hemden mit goldenen Schnüren zu schwarzer Hose und rotem Barett.

### 74er Weltmeisterformation
Die „74er Weltmeisterformation“ des Musikcorps Großen-Linden haben sich im Jubiläumsjahr 2003 als eigenständige Gruppe innerhalb des Vereins formiert. Die Gruppe besteht aus den Siegern des WMC von 1974. Sie pflegen die bekannten traditionellen Melodien und treten in der traditionellen Feuerwehruniform in blau mit Schirmmütze auf.

## Diskografie
- BRASS-BAND World Champion Kerkrade 1974, Selbstverlag, Linden 1975
- Rhapsodie in Brass, Selbstverlag, Linden 1980
- It´s Showtime, Selbstverlag, Linden 1997
- Neujahrskonzert ´99 live, Selbstverlag, Linden 1999
- Neujahrskonzert 2003 live, Selbstverlag, Linden 2003
- Marching Pirates, Selbstverlag, Linden 2007
- Colours of Brass, Selbstverlag, Linden 2011
- Olympia, Selbstverlag, Linden 2017

## Radio und Fernsehauftritte
- 31. Mai 1998, hr-Fernsehen, 21. Polizei-Sport- und Musikschau, Aufzeichnung der gleichnamigen Veranstaltung, Showauftritt

- 2. März 2000, ARD, Hessen lacht zur Fassenacht, Aufzeichnung der Faschingssitzung des hr, Musikalische Umrahmung[1]

- 28. Januar 2007, hr-Fernsehen, Hessen lacht zur Fassenacht, Aufzeichnung der Faschingssitzung des hr, Musikalische Umrahmung[2]

- Rosenmontag, ZDF, Rosenmontagszug Mainz, Übertragung des Rosenmontagszuges in Mainz, Mitwirkende Musikgruppe seit 1960[3]

- 16. Oktober 2009, hr-Fernsehen, Hessentipp, MAZ anlässlich des Events „Musikcorps geht baden“ aus dem Pohlheimer Schwimmbad[4]

- 23. Oktober 2009, hr-Fernsehen, Hessenschau, Fernsehbericht anlässlich des Events „Musikcorps geht baden“ aus dem Pohlheimer Schwimmbad[5]

## Auszeichnungen
- Fanfarenzug Großen-Linden: WMC Kerkrade 1962; Marching Contest - Mars Wedstrijd, Kerkrade (Niederlande), 12. August 1962, Kategorie 1st Divisie (Höchststufe);

Blau-Weiße Husaren (W. Schmidt, Höchststufe), 102 Punkte, Goldmedaille, 7. Platz der Kategorie
- Fanfarencorps Großen-Linden: WMC Kerkrade 1966; Marching Contest - Mars Wedstrijd, Kerkrade (Niederlande), 15. August 1966, Kategorie 1st Divisie (Höchststufe);

Ostenatatio Clangoris (W. Schmidt, Höchststufe), 97,5 Punkte, Goldmedaille, 25. Platz der Kategorie
- Fanfarencorps Großen-Linden: WMC Kerkrade 1970; Marching Contest - Mars Wedstrijd, Kerkrade (Niederlande), 26. Juli 1970, Kategorie 1st Divisie (Höchststufe);

Kees Laros (W. Laros, Höchststufe), 216,5 Punkte, Goldmedaille, Lob der Jury, 2. Platz der Kategorie
- Fanfarencorps Großen-Linden: WMC Kerkrade 1974; Marching Contest - Mars Wedstrijd, Kerkrade (Niederlande), 21. Juli 1974, Kategorie 1st Divisie (Höchststufe);

The New Start (W. Laros, Höchststufe), 109,5 Punkte, Goldmedaille, Lob der Jury, 1. Platz der Kategorie, Titel: WMC Champion Marching-Contest
- Fanfarencorps Großen-Linden: WMC Kerkrade 1974; Show Contest - Show Wedstrijd, Kerkrade (Niederlande), 21. Juli 1974, Kategorie 1st Divisie (Höchststufe);

The New Start (W. Laros, Höchststufe), 277,5 Punkte, Goldmedaille, Lob der Jury, 1. Platz der Kategorie, Titel: WMC Champion Show-Contest
- Musikcorps Großen-Linden: WMC Kerkrade 2005; Marching Contest Championship Division, Kerkrade (Niederlande), 16. Juli 2005, Kategorie Championshipdivision (Höchststufe);The New Start - Marines Hymn Fantasy (P. Kleine-Schaars, Höchststufe), 90,12 Punkte (von 100 Punkten), Goldmedaille mit Auszeichnung, Publikumspreis, 7. Platz der Kategorie[11]

- Musikcorps Großen-Linden: WMC Kerkrade 2013; Marching Contest World Division, Kerkrade (Niederlande), 20. Juli 2013, Kategorie World Division (Höchststufe); Top Malo (R. Waterer) Gibraltar (R. Waterer), 88,18 Punkte (von 100 Punkten), Goldmedaille, 13. Platz der Kategorie[12]

- Musikcorps Großen-Linden: WMC Kerkrade 2013; Show Contest World Division, Kerkrade (Niederlande), 20. Juli 2013, Kategorie World Division (Höchststufe); Tanz der Vampire (P. Kleine-Schaars), 82,46 Punkte (von 100 Punkten), Silbermedaille, 25. Platz der Kategorie[13]

- Musikcorps Großen-Linden: WMC Kerkrade 2017; Show Contest World Division, Kerkrade (Niederlande), 30. Juli 2017, Kategorie World Division (Höchststufe); Olympia (René Leckie), 81,08 Punkte (von 100 Punkten), Goldmedaille, 22. Platz der Kategorie[14]
- Musikcorps Großen-Linden: WMC Kerkrade 2022; Show Contest World Division, Kerkrade (Niederlande); 31. Juli 2022, Kategorie World Division; Circus! (René Leckie), 84,44 Punkte (von 100 Punkten), Goldmedaille, 5. Platz der Kategorie